# Bryan Fuller
Bryan Fuller (n. el 27 de julio de 1969) es un guionista y productor de televisión. Ha trabajado exclusivamente en televisión, creando varias series aclamadas por la crítica, incluyendo Pushing Daisies y Hannibal.

## Primeros años
Fuller nació en Lewiston y se crio en Clarkston (Washington). Después de graduarse en el Clarkston High School, se matriculó en el Lewis–Clark State College de Lewiston (Idaho). Luego se cambió a la USC School of Cinematic Arts, pero la abandonó. Poco después trabajó en una oficina durante 5 años.

## Carrera

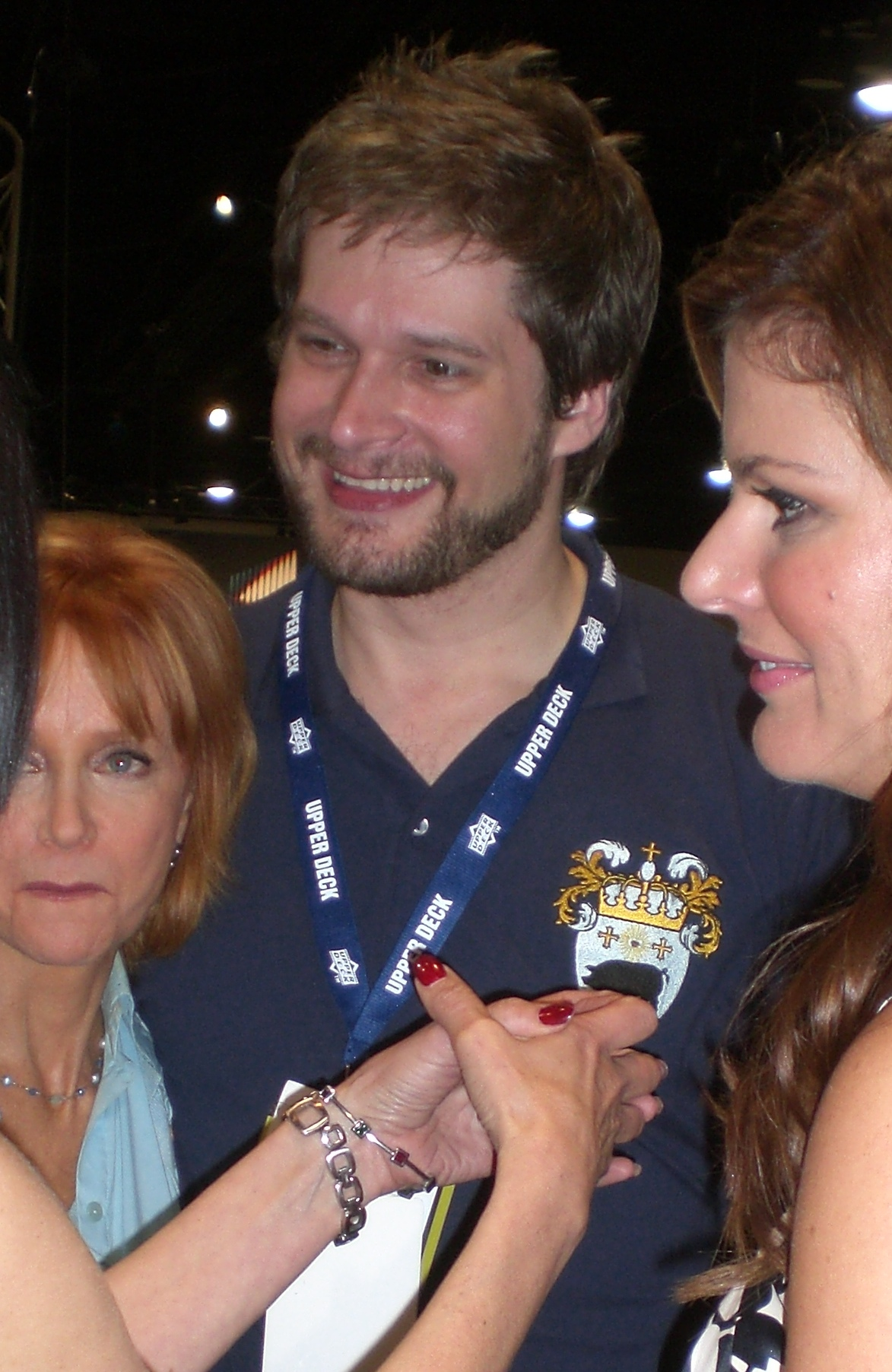
Bryan Fuller.

Como guionista, ha colaborado en varias series, entre ellas Star Trek: Voyager y Star Trek: Deep Space Nine, escribiendo numerosos episodios. Fuller es fan de la ciencia ficción, y dijo en una entrevista que sus series favoritas de Star Trek eran Star Trek: The Original Series, seguida de Deep Space Nine, Star Trek: The Next Generation y Voyager. Fuller ha dicho que su spin-off favorito es DS9, declarando: "Había muchas cosas nuevas e innovadoras en Deep Space Nine y por eso es mi favorita de entre las nuevas series, recurre mucho más a los personajes". Trabajó en los episodios de DS9 "The Darkness and the Light" y "Empok Nor".
Fuller escribió la adaptación para la televisión de Carrie de Stephen King (2002), y lanzó la serie Tan Muertos como yo (Dead Like Me) (Showtime, dos temporadas, entre 2003 y 2004), aunque dejó la serie al principio de la primera temporada. Después creó Wonderfalls junto a Todd Holland de la que solo se emitieron cuatro episodios y el resto se estrenó en DVD. A finales de ese año 2004, Fuller recibe el encargo del piloto de una serie llamada The Assistants, para NBC, aunque nunca llegó a rodarse. En 2005, escribió el piloto de la serie de animación The Amazing Screw-On Head, para SyFy, que se emitió en 2006, aunque no llegó a rodarse una serie entera. Su siguiente trabajo fue como Coproductor ejecutivo de la serie de la cadena NBC Héroes, colaborando además en los guiones de la primera temporada. En esta serie, Fuller recibió buenas críticas por el episodio titulado "Company Man", considerado uno de los 100 mejores de la historia de la televisión. 

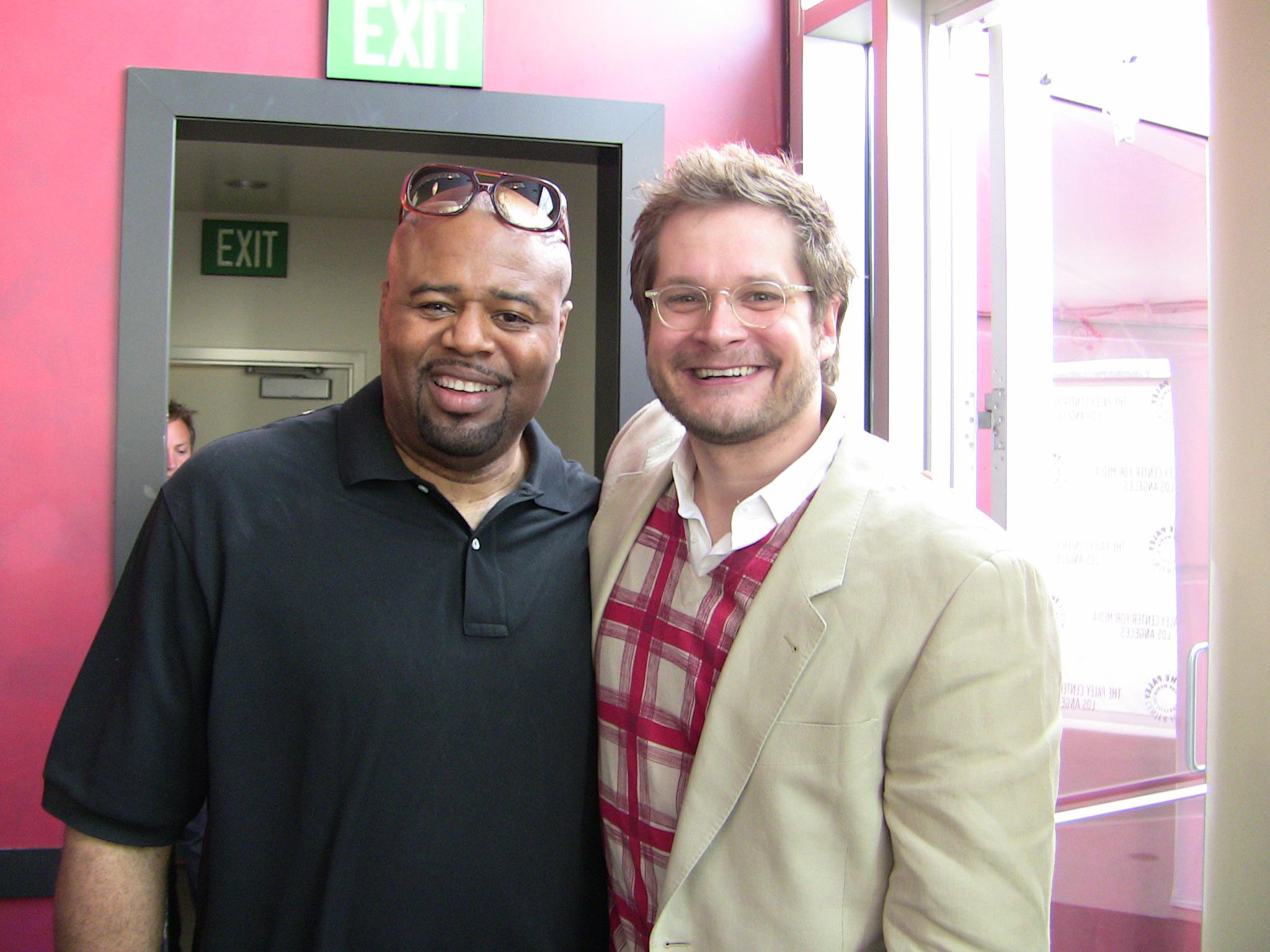
Chi McBride y Bryan Fuller

A continuación, acometió la producción y guion de Pushing Daisies para la cadena ABC, su primera serie de éxito, que narra la vida de un joven pastelero (Lee Pace) que posee una misteriosa habilidad para devolverle la vida a los muertos sólo con tocarlos, debutó en la cadena ABC el 3 de octubre de 2007, desarrollándose durante dos temporadas (2007-2009, 22 episodios). La serie fue nominada a 57 premios en total, ganando 18 de ellos. De todos ellos, 3 nominaciones fueron a los Globos de Oro, y 17 nominaciones fueron a los premios Emmy (entre ellos uno a Fuller a Mejor Guion de una Serie de Comedia), llegando a ganar 5 de estos premios Emmy a lo largo de las dos temporadas desarrolladas, entre ellos Kristin Chenoweth por mejor actriz secundaria de Comedia, Mejor Música, Mejor Montaje y Mejor Dirección de una Serie de Comedia. A mediados de noviembre ABC anunció que no ordenaría más episodios y por lo tanto la serie terminaría. El episodio final de la serie se emitió el 13 de junio de 2009.
Con la cancelación de Pushing Daisies, Fuller firmó un multimillonario contrato bianual con Universal Media Studios. Bajo ese nuevo contrato, retomó su papel en el equipo de guionistas de Héroes a finales de la tercera temporada, incorporándose también como productor. Después de trabajar en varios arcos argumentales para la cuarta temporada, volvió a abandonar esta serie, para poner en marcha otros proyectos dentro del contrato con Universal-NBC, como Sellevision, desarrollada con Bryan Singer, y basada en el libro homónimo de Augusten Burroughs, y No Kill, la que hubiera supuesto la primera sit-com de Fuller. Sin embargo, ninguno de los proyectos salieron adelante. El siguiente proyecto de Fuller, otra vez para la NBC, fue Mockingbird Lane, un intento de revitalización del clásico The Munsters (La Familia Monsters), que incluso llegó a ver producido un episodio piloto, pero que no tuvo encargo de serie completa, por lo que acabó siendo emitido como especial de Halloween. Otro intento de serie de Fuller fue Mind Fields, con Lisa Joy, para USA Network, que tampoco pasó de la fase de desarrollo inicial. Tras estos años de intentos fallidos, por fin su gran éxito de crítica y público le llegó con la serie Hannibal, también de la cadena NBC, que se desarrolló entre 2013 y 2015. Fuller había desarrollado High Moon para Syfy, basada en el libro The Lotus Caves, del cual se filmó un piloto a finales de 2013, pero no paso de la fase inicial.
Con su final, Fuller ha anunciado que regresa a un territorio muy querido por él, el nuevo reboot de Star Trek como serie de televisión, que está previsto que se estrene en 2017. Además, desde 2014, ha estado desarrollando American Gods junto a Michael Green, serie para el canal Starz basada en la novela homónima de Neil Gaiman. Su estreno está anunciado para el otoño de 2016.
Fuller es dueño de 'The Living Dead Guy Productions'. Su trabajo en ciencia ficción y fantasía para televisión le ha otorgado el reconocimiento como uno de los grandes innovadores actuales de la industria del entretenimiento.

## Fullerverse
Llamado así por los fanes de Fuller, el "Fullerverse", implica que todas las series de Fuller forman parte del mismo universo.
Marianne Marie Beetle (Beth Grant) aparece por primera vez en el episodio de Wonderfalls "Muffin Buffalo", en el episodio de Pushing Daisies "Comfort Food" y en el piloto de Mockingbird Lane. De manera similar, Gretchen Speck-Horowitz (Chelan Simmons) aparece por primera vez en el episodio de Wonderfalls "Pink Flamingos" y luego en Hannibal en el episodio "Amuse-Bouche", con su nombre de soltera.
Mientras, en el episodio "Bzzzzzzzzzz!" de Pushing Daisies, Ned menciona que trabaja para la Happy Time Temp Agency cuando trata de ir de incógnito. Happy Time Temp Agency es el lugar donde Georgia "George" Lass trabaja en Dead Like Me.
También, la marca ficticia "Lil' Ivey's" apareció por primera vez en Wonderfalls en el episodio "Cocktail Bunny" en una caja de cerezas cocktail y luego en Pushing Daisies, en el episodio "Kerplunk", esta vez en una bolsa de macarrones.
En una referencia más sutil, Fuller ha reintroducido alguno de sus personajes en siguientes temporadas. Georgia "George" Lass (Ellen Muth), que había aparecido primero en Dead Like Me, fue reescrita como Georgia Madchen (Muth) en los episodios de Hannibal "Buffet Froid" y "Relevés". Esta similitud es luego ampliada por sus apellidos: "lass" es un sinónimo en inglés para chica mientras que "Mädchen" es una palabra alemana que significa lo mismo. En otra referencia a Georgia Lass siendo una parca (de esta forma estando a la vez viva y muerta) en Dead Like Me, en Hannibal Georgia Madchen es una asesina que sufre numerosas condiciones médicas incluyendo, el Síndrome de Cotard, un trastorno delirante que le hizo creer que estaba muerta. De una manera similar, Reggie Lass de Dead Like Me (Britt McKillip) fue reinterpretada como Miriam Lass (Anna Chlumsky), quien aparece por primera vez en Hannibal en el episodio "Entrée". Similarmente, en el episodio de Hannibal "Takiawase", una acupuncturista (Amanda Plummer) que está bajo investigación por lobotomizar a sus pacientes llamada Katherine Pimms, el cual es también el nombre de incógnito usado por Charlotte "Chuck" Charles (Anna Friel) en múltiples episodios de Pushing Daisies.

## Vida personal
Fuller es abiertamente homosexual. Esta en una relación con el decorador Scott Roberts.

## Actores frecuentes
| Actor                | Carrie (2002) | Dead Like Me (2003–2004) | Wonderfalls (2004) | Pushing Daisies (2007–2009) | Mockingbird Lane (2012) | Hannibal (2013–2015) | High Moon (2014) | American Gods (2017–) |
| -------------------- | ------------- | ------------------------ | ------------------ | --------------------------- | ----------------------- | -------------------- | ---------------- | --------------------- |
| Jodelle Ferland      |               |                          |                    |                             |                         |                      |                  |                       |
| Chelan Simmons       |               |                          |                    |                             |                         |                      |                  |                       |
| Katharine Isabelle   |               |                          |                    |                             |                         |                      |                  |                       |
| Ellen Muth           |               |                          |                    |                             |                         |                      |                  |                       |
| Jewel Staite         |               |                          |                    |                             |                         |                      |                  |                       |
| Neil Grayston        |               |                          |                    |                             |                         |                      |                  |                       |
| Caroline Dhavernas   |               |                          |                    |                             |                         |                      |                  |                       |
| Lee Pace             |               |                          |                    |                             |                         |                      |                  |                       |
| Diana Scarwid        |               |                          |                    |                             |                         |                      |                  |                       |
| Beth Grant           |               |                          |                    |                             |                         |                      |                  |                       |
| Ellen Greene         |               |                          |                    |                             |                         |                      |                  |                       |
| Raúl Esparza         |               |                          |                    |                             |                         |                      |                  |                       |
| Molly Shannon        |               |                          |                    |                             |                         |                      |                  |                       |
| Gina Torres          |               |                          |                    |                             |                         |                      |                  |                       |
| Eddie Izzard         |               |                          |                    |                             |                         |                      |                  |                       |
| Charity Wakefield    |               |                          |                    |                             |                         |                      |                  |                       |
| Jonathan Tucker      |               |                          |                    |                             |                         |                      |                  | Sí                    |
| Chris Diamantopoulos |               |                          |                    |                             |                         |                      |                  |                       |
| Gillian Anderson     |               |                          |                    |                             |                         |                      |                  | Sí                    |

## Televisión
| Año       | Título                           | Papel                                                      | Notas        |
| --------- | -------------------------------- | ---------------------------------------------------------- | ------------ |
| 1997      | Star Trek: Deep Space Nine       | Guionista                                                  | 2 episodios  |
| 1997–2001 | Star Trek: Voyager               | Guionista, editor y coproductor                            | 81 episodios |
| 2002      | Carrie                           | Guionista                                                  | Telefilm     |
| 2003–04   | Dead Like Me                     | Creador, guionista, productor ejecutivo y productor asesor | 29 episodios |
| 2004      | Wonderfalls                      | Creador, guionista y productor ejecutivo                   | 13 episodios |
| 2006      | The Amazing Screw-On Head        | Desarrollo, guionista y productor ejecutivo                | Piloto       |
| 2006–09   | Heroes                           | Guionista, productor asesor y coproductor ejecuivo         | 33 episodios |
| 2007–09   | Pushing Daisies                  | Creador, guionista y productor ejecutivo                   | 22 episodios |
| 2012      | Mockingbird Lane                 | Desarrollo, guionista y productor ejecutivo                | Piloto       |
| 2013–15   | Hannibal                         | Desarrollo, guionista y productor ejecutivo                | 39 episodios |
| 2014      | High Moon                        | Desarrollo, guionista y productor ejecutivo                | Piloto       |
| 2017      | American Gods                    | Desarrollo, guionista y productor ejecutivo                |              |
| 2017      | Star Trek: Discovery             | Cocreador, guionista y productor ejecutivo                 |              |
| TBA       | Untitled Amazing Stories Revival | Desarrollo, guionista y productor ejecutivo                |              |

## Premios y nominaciones
| Año  | Premio                         | Categoría                      | Trabajo                     | Resultado |
| ---- | ------------------------------ | ------------------------------ | --------------------------- | --------- |
| 2005 | Writers Guild of America Award | Comedia episódica              | Wonderfalls                 | Nominado  |
| 2007 | Writers Guild of America Award | Nueva serie                    | Heroes                      | Nominado  |
| 2007 | Primetime Emmy Award           | Mejor serie dramática          | Heroes                      | Nominado  |
| 2008 | Writers Guild of America Award | Nueva serie                    | Pushing Daisies             | Nominado  |
| 2008 | Writers Guild of America Award | Comedia episódica              | Pushing Daisies             | Nominado  |
| 2008 | Edgar Award                    | Mejor teleplay de televisión   | Pushing Daisies             | Nominado  |
| 2008 | Hugo Award                     | Mejor representación dramática | Heroes                      | Nominado  |
| 2008 | Primetime Emmy Award           | Mejor guion - Serie de comedia | Pushing Daisies             | Nominado  |
| 2014 | The Dan Curtis Legacy Award    | The Dan Curtis Legacy Award    | The Dan Curtis Legacy Award | Ganador   |